# (73909) 1997 GW18
(73909) 1997 GW18 – planetoida z pasa głównego asteroid okrążająca Słońce w ciągu 4,21 lat w średniej odległości 2,61 j.a. Odkryta 3 kwietnia 1997 roku.